# 고재황
고재황(高在皇, 1992년 9월 30일 ~ ) 은 KBO 리그 선수이다.

## 출신학교
- 화순초등학교
- 광주진흥중학교
- 광주진흥고등학교
- 성균관대학교